# Canone di Policleto

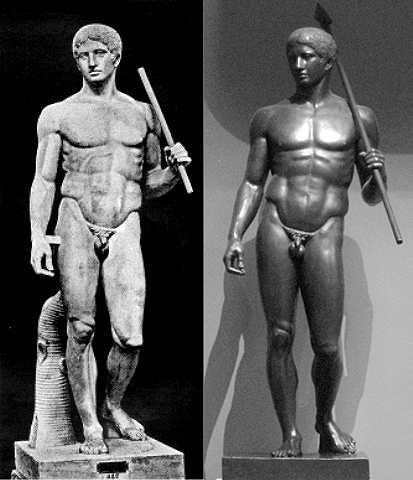
Il Doriforo di Policleto

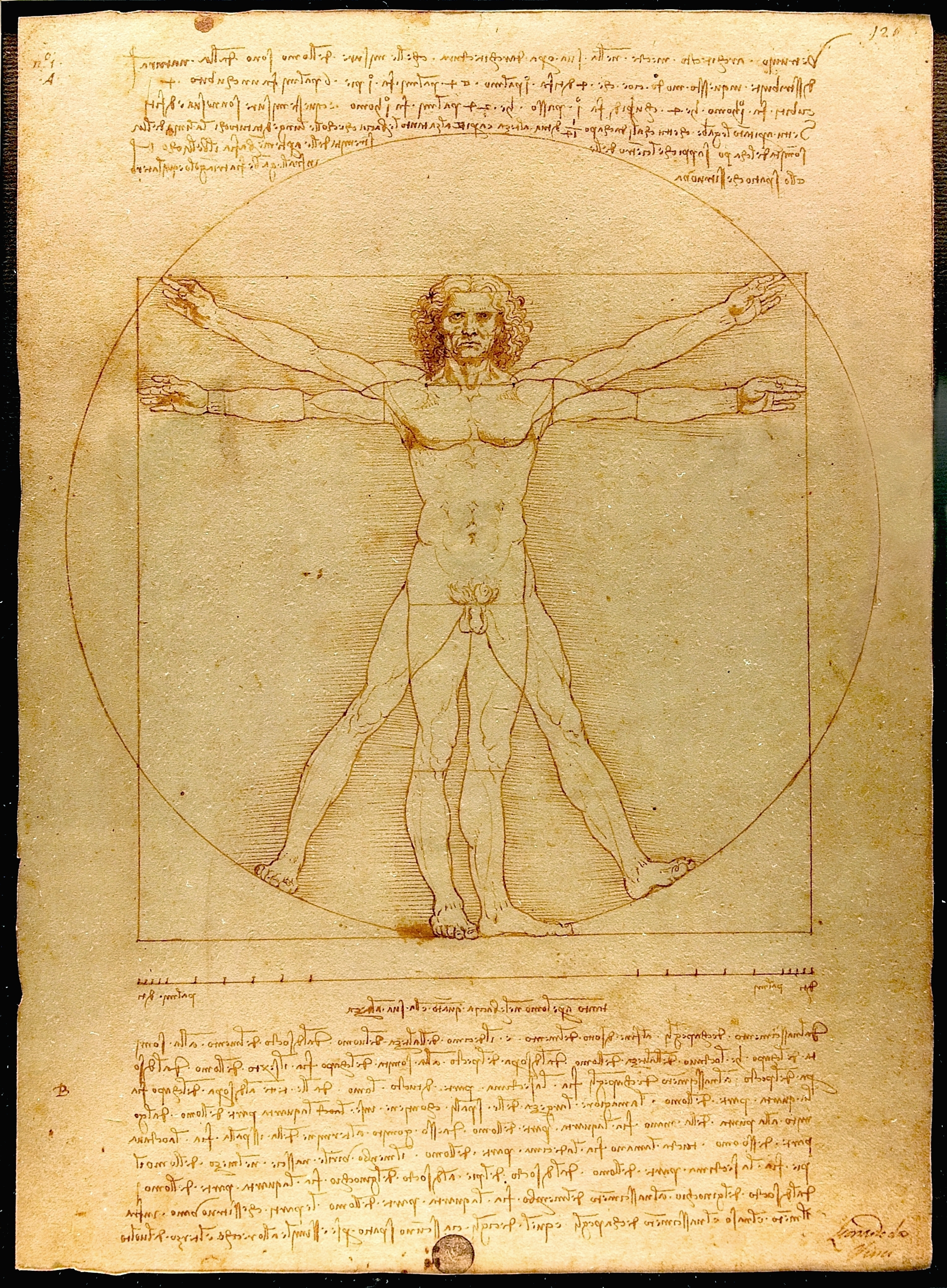
LUomo vitruviano di Leonardo

Il Canone (in greco antico: Κανών?, 'regola') è un trattato perduto sulle proporzioni dell'anatomia umana scritto dallo scultore Policleto verso il 450 a.C. Noto solo da accenni in opere successive, è considerato il primo trattato che teorizza i temi della bellezza e dell'armonia ed ebbe uno straordinario impatto, ispirando anche le ricerche sul modulo architettonico. Con Policleto e il suo canone, l'arte greca entrò nel culmine artistico di equilibrio e razionalità, definito "classico".

## Storia
Durante la realizzazione del Doriforo, Policleto avviò una serie di misurazioni sugli individui alla ricerca delle proporzioni e dei rapporti numerici ideali del corpo umano. Riportò le sue scoperte e teorie nel Canone, in cui normalizzò la rappresentazione della figura virile eretta e nuda, riutilizzando in chiave nuova concezioni e motivi già usati dai suoi predecessori.
Il Canone di Policleto riscosse molto successo nel mondo greco, poiché risolveva i principali problemi della statuaria greca: altri artisti, come Mirone e Calamide, cercarono prima di lui di creare statue con perfette proporzioni e con movimento naturale, ma non riuscirono mai a unire le due cose. Infatti, se Calamide aveva mantenuto le giuste proporzioni con movimenti rigidi e innaturali, Mirone al contrario non sapeva unire al movimento naturale e realistico delle corrette misure corporee. Con Policleto si aprì quindi un nuovo periodo per l'arte greca, il periodo classico. Policleto è infatti considerato il primo vero artista del periodo classico, poiché grazie alle sue regole divenne punto di riferimento per una sequela di scultori e bronzisti succedutigli.
Le sue opere hanno uno stile armonioso, studio attento dell'anatomia e perfezione delle proporzioni, regolata dal suo canone che costituisce ancora un mistero (l'intero corpo uguale a 8 volte la testa è una delle tante ipotesi). Il suo capolavoro è il Doriforo (portatore di lancia), noto in più copie. È nudo, stante (in piedi), con una gamba leggermente arretrata.

## Descrizione
Una lunga citazione del Canone si ha in Galeno (Sulle opinioni di Ippocrate e Platone, 5, 3-162): «[Crisippo] invece ritiene che la bellezza non consista nella simmetria degli elementi, ma in quella delle parti, del dito in relazione al dito e di tutti insieme in relazione al metacarpo e al carpo, e di questi rispetto all'avambraccio, e dell'avambraccio rispetto al braccio, e di tutti essi rispetto al tutto, secondo quanto appunto è scritto nel Canone di Policleto». Si trattava quindi di un'applicazione all'anatomia umana del modulo architettonico: a partire da una misura (la testa o il dito) si calcolava col metodo della proporzione le misure di tutto il resto del corpo, ottenendo qualcosa di ben più armonico della semplice regola della simmetria. 
Nel Doriforo ad esempio la testa del soggetto è 1/8 dell'altezza, 3/8 il busto, 4/8 le gambe. 
Il trattato, però, non si limitava a fornire un metodo di computazione matematica per la creazione di oggetti d'arte, ma cercava anche di trovare una sintassi che conferisse ritmo ed equilibrio all'immagine. Scrisse Plinio, nella Naturalis Historia (XXXIV, 56), che secondo Varrone le statue di Policleto erano "quadrate e quasi secondo un unico modello". A partire da questa accezione negativa, si è cercato di risalire al consiglio di creare opere dal ritmo incrociato, il chiasmo perfettamente equilibrato che ordina la composizione: in opere come il Doriforo o il Diadumeno si notano infatti le rispondenze tra braccio destro e gamba sinistra, braccio sinistro e gamba destra, ora alternativamente rilassati o in tensione, che generano un ritmo incrociato che ricorda la "chi" greca (χ). 
Sulla "quadratura" dell'uomo insistettero poi Vitruvio nel De architectura e dopo di lui gli artisti del Rinascimento, come Francesco di Giorgio e Leonardo da Vinci, autore del celeberrimo Uomo vitruviano che si può considerare come un estremo sviluppo del canone policleteo.
Il canone policleteo venne superato nel IV secolo a.C. da Lisippo, il quale predilesse piuttosto una visione che assecondasse il punto di vista dello spettatore, con accorgimenti prospettici che rimpicciolivano leggermente la testa e amplificavano lo slancio longilineo dei corpi.